# Stomatitis papulosa
Die Stomatitis papulosa ist eine häufige, weltweit vorkommende, gutartige virale Infektionskrankheit bei Rindern, die sich in Form von Papeln der Maulschleimhaut äußert, welche geschwürig zerfallen und nach ein bis zwei Wochen spontan abheilen. Die Erkrankung kann bei Kontakt mit infizierten Rindern auf den Menschen übertragen werden, ist also eine Zoonose, was allerdings nur sehr selten vorkommt. Ihre Bedeutung liegt vor allem darin, dass sie mit gefährlichen Tierseuchen wie der Mucosal Disease oder dem Kälberdiphtheroid verwechselt werden kann. In Deutschland war die Erkrankung bis zum Jahre 2011 meldepflichtig.

## Erreger und Vorkommen
Der Erreger der Stomatitis papulosa ist das Parapoxvirus bovis 1, der zur Gruppe der Parapockenviren innerhalb der Pockenviren gehört und der eng mit dem Virus der Euterpocken verwandt ist.
Die Erkrankung kommt weltweit vor. Betroffen sind vor allem Kälber und Jungrinder bis zu einem Alter von zwei Jahren. Bei einem Ausbruch können alle Tiere eines Bestandes erkranken. Normalerweise verursacht die Stomatitis papulosa keine Todesfälle. Bei einem Ausbruch in Spanien im Jahre 1990 betrug die Mortalität jedoch 10 %.

## Klinisches Bild
Die Inkubationszeit beträgt meist nur wenige Tage. Bei Kälbern kommt es zu einer Virämie, die sich in leichten Allgemeinstörungen und Fieber zeigt. Die Tiere speicheln verstärkt. Ältere Tiere zeigen zumeist keine Allgemeinstörungen.
Bald darauf bilden sich 0,5–1 cm große Papeln am Flotzmaul oder in der Maulhöhle, die nach kurzer Zeit in gräuliche Herde mit rötlichem Hof umbilden und geschwürig zerfallen. Die Erosionen heilen spontan innerhalb von zwei Wochen ab. Gelegentlich kann es auch zur Ausbildung von Papeln oder warzenähnlichen Gebilden an den Zitzen, Hinterbeinen oder am Hodensack kommen.
Die Diagnose kann anhand des klinischen Bildes gestellt werden.

## Behandlung
Eine Behandlung ist nicht notwendig, da die Papeln spontan abheilen.